# Little Asby
Little Asby – wieś w Anglii, w Kumbrii. Leży 55 km na południowy wschód od miasta Carlisle i 366 km na północny zachód od Londynu.